# Geissanthus francoae
Geissanthus francoae är en viveväxtart som beskrevs av J.J. Pipoly. Geissanthus francoae ingår i släktet Geissanthus och familjen viveväxter. Inga underarter finns listade i Catalogue of Life.